# يانوس غوروكس
يانوس غوروكس مواليد 8 مايو 1939 في المجر، هو لاعب كرة قدم ومدرب مجري سابق كان يلعب كلاعب وسط. سبق له أن لعب في كأس العالم لكرة القدم مع منتخب بلاده. فاز بميدالية أوليمبية في مسابقة كرة القدم.

## المسيرة الاحترافية

### أندية لعب لها
- نادي أويبست

## روابط خارجية
- يانوس غوروكس على موقع الاتحاد الدولي (مؤرشف)  (الإنجليزية)
- يانوس غوروكس على موقع الاتحاد الأوربي (الإنجليزية)
- يانوس غوروكس على موقع قاعدة بيانات كرة القدم.إي يو (الإنجليزية)
- يانوس غوروكس على موقع ناشيونال فوتبول تيمز (الإنجليزية)
- يانوس غوروكس على موقع اللجنة الأولمبية الدولية (الإنجليزية)
- يانوس غوروكس على موقع أوليمبيديا (الإنجليزية)
- يانوس غوروكس على موقع اللجنة الأولمبية المجرية (الهنغارية)